# Familia Addams (serial din 1992)
Familia Addams (engleză The Addams Family) este un serial de animație bazat pe personajele omonime din benzi desenate și este al doilea desen cu Familia Addams. A rulat din 12 septembrie 1992 până în 6 noiembrie 1993 pe ABC și este produs de H-B Production Co.. Dezvoltarea serialului a început în urma filmului Familia Addams de succes din 1991. Au fost produse două sezoane. A fost penultimul serial Hanna-Barbera care a avut premiera pe ABC.
În România, serialul s-a difuzat pe Cartoon Network și pe Boomerang în varianta în engleză.

## Despre serial
Orientat în jurul copiilor, majoritatea macabrului familiei a fost scăzut; deși Unchiul Fester încă mai are plăcerea sa de explozii și bombe. În acest serial familia trăiește în orașul însorit și fericit numit Happydale Heights și fac față unei serii de răufăcători recurenți sau individuali care vor ori să forțeze familia de la casa lor sau să captureze unul din ei (deobicei pe Unchiul Fester) pentru nevoi infame.
Serialul de asemenea a introdus cei mai recurenți răufăcători și anume familia Normanmeyer, o familie obsedată de lenjerii care locuiește lângă familia Addams și nu îi plac (cu excepția fiului lor N.J.) din cauza stilului lor de viață care este o insultă pentru viața suburbană obișnuită. Episoadele cu familia Normanmeyer deobicei se învârtea pe soții familiei, Norman și Normina, încercând să dea afară familia Addams din orașul Happydale Heights sau spionândui. N.J. e prieten cu Wednesday și Pugsley, asta ducând la conflicte intrafamiliale. La sfârșitul a diverse episoade, când conflictul se rezolva, Gomez sugera un dans de familie.
Noi designuri au fost folosite pentru personaje chiar dacă încă au o asemănare cu designurile originale din benzi. Lurch, în instanță, are piele albastră. Tema muzicală Familia Addams a fost refolosit ca tema muzicală pentru acest serial.

## Episoade

### Primul sezon
1. Happyester Fester
2. Dead and Breakfast
3. The Day Gomez Failed
4. Girlfriendstein / Pugsley by the Numbers / Beware of Thing
5. N.J. Addams
6. A Thing Is Born / Choke and Dagger / Fester's Diary
7. Sir Pugsley / Festerman / Art to Art
8. Puttergeist
9. F.T.V.
10. Itt's Over
11. Hide and Go Lurch / Hook, Line and Stinkers / A Sword Fightin' Thing
12. Addams Family PTA
13. Little Big Thing / Little Bad Riding Hood / Metamorphosister

### Sezonul 2
1. Color Me Addams
2. No Ifs, Ands or Butlers
3. Jack and Jill and the Beanstalk / Festerman Returns / Hand Delivered
4. Sweetheart of a Brother
5. Double O Honeymoon
6. Then Came Granny / Pet Show Thing / Fester Sings the Fester Way
7. Camp Addams / Little Doll Lost / King of the Polycotton Blues
8. A Girl and a Ghoul / A Little Bit of Pugsley / Ask Granny

## Legături externe
- Familia Addams la Internet Movie Database
- Familia Addams la TV.com